# Mall of America
Mall of America (ook MOA, MoA, of de Megamall) is een interregionaal winkelcentrum gelegen in Bloomington (Minnesota) dicht bij de Twin Cities in de Verenigde Staten. Het winkelcentrum ligt ten zuidoosten van het knooppunt Interstate 494 en Minnesota State Highway 77, ten noorden van de rivier Minnesota en tegenover de interstate-snelweg bij het vliegveld. De winkels liggen aan vier lange passages boven elkaar (begane grond en drie verdiepingen). Deze passages zijn in ovaalvorm zodat het mogelijk is geheel rond te lopen en weer uit te komen bij de eerste winkel. In het midden bevindt zich een groot overdekt pretpark met fastfood-restaurants.
Het is het op een na grootste overdekte winkelcentrum in de Verenigde Staten wat betreft vierkante meters verkoopruimte, maar het is het grootste qua totale overdekte vierkante meters.
De Mall of America werd geopend in 1992. In 2006 trok het centrum 40 miljoen bezoekers. Het complex is in handen van de Triple Five Group die ook het beheer uitvoeren.